# Lodovico Daziani
Lodovico Daziani (Torino, 12 settembre 1809 – Torino, 1º luglio 1864) è stato un politico italiano.

## Biografia
Fu deputato del Regno di Sardegna per le prime sei legislature, eletto nel collegio di Monforte.